# Templarorden

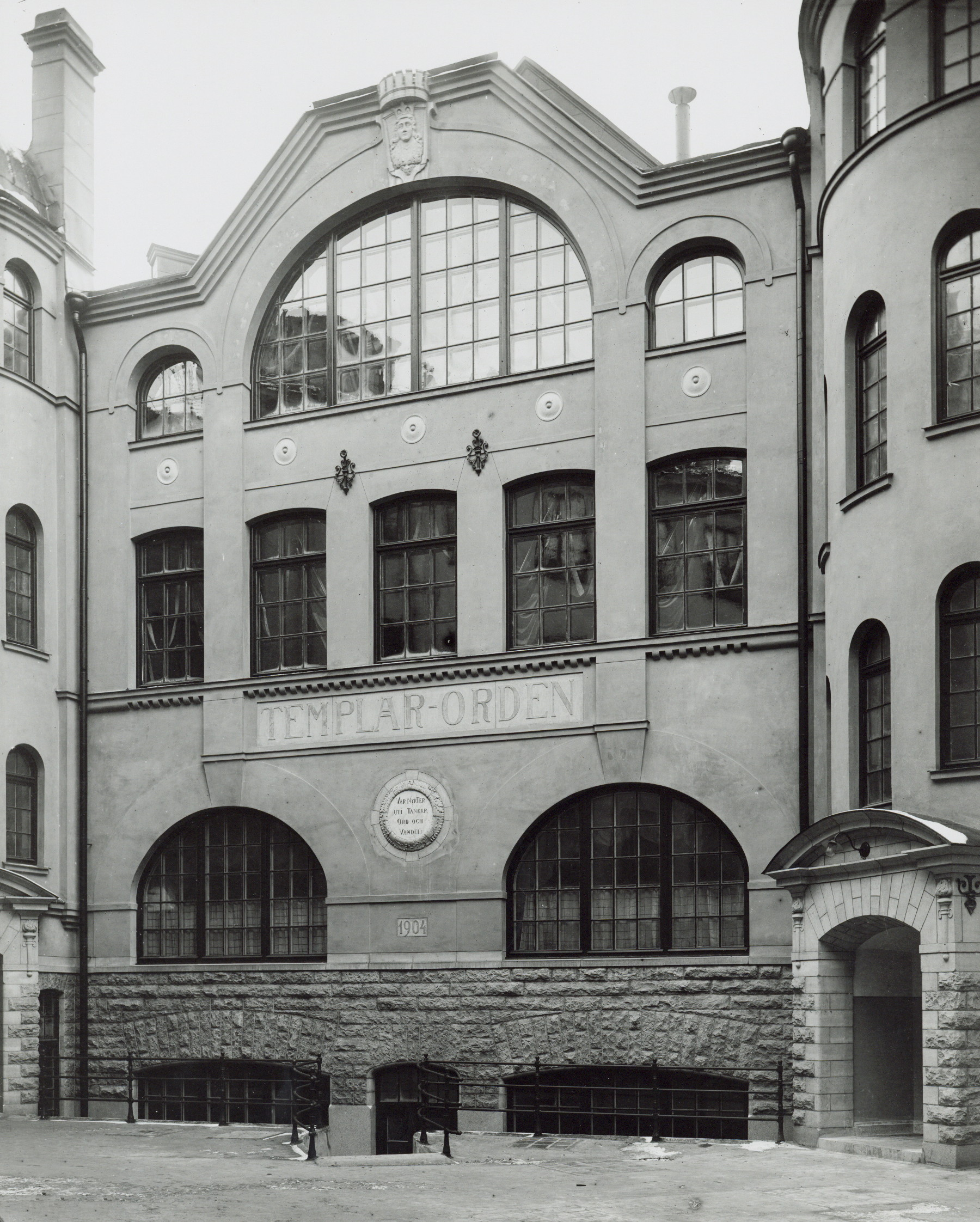
Templarordens hus på Bryggargatan i Stockholm 1904.

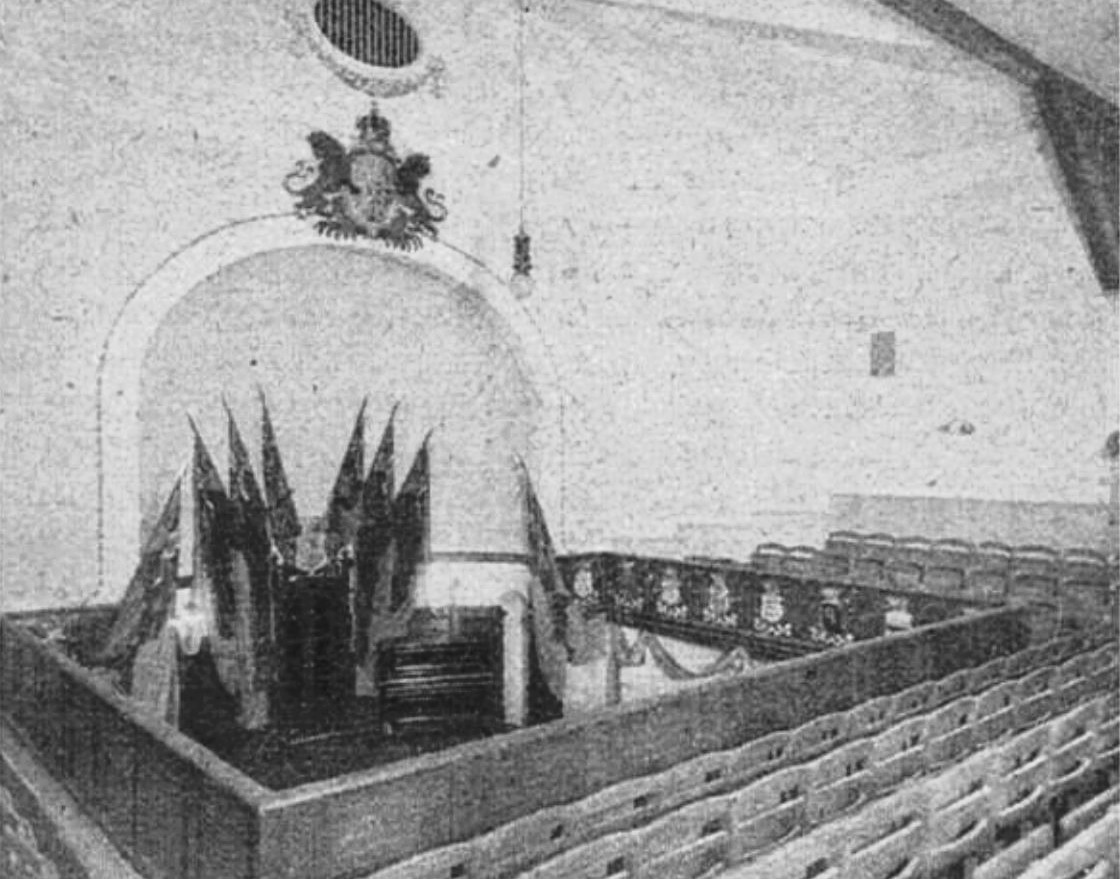
Templarordens festsal.

Templarorden (T.O.; engelska Templars of Temperance, T of T), var en nykterhetsorganisation, som bildades i New York 1883 som en utbrytning ur IOGT.

## Historik
Templarorden grundades av svensk-amerikanen Adolph Peterson, då han vägrades att bilda en amerikansk-skandinavisk gren av IOGT. Ordens arbetssätt och organisation var i mycket en efterbildning av IOGT:s; skillnaden bestod i enklare ceremoniel, frånvaron av regalier samt självhjälpsverksamhetens upptagande jämsides med nykterhetsarbetet. År 1918 beslutade orden att även aktivt ta del i arbetet för fred och folkuppfostran. Orden fanns både i USA, Sverige, Danmark och Norge. Sin största spridning vann sällskapet i Sverige. Inalles torde den internationella organisationen ha räknat omkring 50 000 medlemmar. 
Det första svenska "templet" (lokalförening) stiftades i Göteborg 1884, och 1885 bildades där Sveriges "Stortempel" (sedermera "Nationaltempel"), motsvarande IOGT:s rikssammanslutning: storlogen. Lokalföreningarna sammanslöt sig till "distrikttempel" (provinsförbund), som arbetade med viss självständighet. Sitt starkaste fotfäste har orden fått i Dalarna och Hälsingland.  Sedan 1886 utgav orden veckotidningen "Templaren" som sitt officiella språkrör samt jultidningen "Julgranen". Inom orden fanns 1908–1918 en fristående ungdomssammanslutning, Templarnas ungdomsförbund. 
Templarorden förenades 1922 med Nationalgodtemplarorden till Nationaltemplarorden. Vid detta tillfälle räknade Templarorden 29 305 äldre medlemmar i 606 lokalföreningar (tempel) samt 7 875 yngre medlemmar i 139 barntempel.

## Ordförande i svenska TO
- Carl Erik Lannerdahl 1885–1899
- Carl Gustaf Ekman 1899–1908
- August Ljunggren 1908–1909
- Johan Ericsson 1909–1914
- August Sävström 1914–1922